# Poul Hansen (bryder)
 Der er flere personer med dette navn, se Poul Hansen.
Poul Henrik Peder Hansen (født 20. oktober 1891 i Ubberud, Odense, død 29. oktober 1948 i Aarhus) var en dansk bryder fra Aarhus Athlet Klub.

## Brydekarriere
Hansen begyndte at dyrke brydning i 1907 og fokuserede på græsk-romersk stil. I tiden efter første verdenskrig blev han en af de bedste danske brydere i letsværvægt og sværvægt. I 1919 vandt han det nordiske mesterskab.
Ved OL 1920 i Antwerpen stillede han op i sværvægt og vandt sin kamp i anden runde og i kvartfinalen. I semifinalen tabte han til den senere guldvinder, finnen Adolf Lindfors, men Hansen kom herpå med i placeringskampene blandt de brydere, der havde tabt til vinderen, og her vandt han først over en fransk bryder, inden han mødte amerikanske Edward Wilkie, som han besejrede og dermed fik sølv; finske Martti Nieminen vandt bronze.
Han deltog også i VM i 1922 i sværvægt, hvor han blev nummer fire. Ved OL 1924 i Paris stillede han igen op i sværvægt, men måtte her nøjes med en niendeplads. Han stillede ved disse lege også op i fri stil, her i letsværvægt, og fik også her en niendeplads. Han deltog ikke senere i store internationale stævner, men var fortsat en del af det danske landshold til sidst i 1920'erne.